# Dacië (rijk)

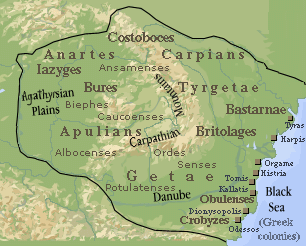
Dacië tijdens Burebista

Dacië, Latijn: Dacia, was een rijk in de klassieke oudheid, ongeveer waar tegenwoordig  Roemenië ligt. Sarmizegetusa Regia was er de hoofdstad, de bewoners waren de Daciërs. Dacië  was van 106 tot 271 n.Chr. een provincie in het  Romeinse Rijk.

## Dacië onder Burebista en Decebalus
Dacië, het huidige Roemenië, en Thracië, het huidige Bulgarije, werden sinds ongeveer 2000 v.Chr. bewoond door verwante volkeren. Er regeerden van de 5e eeuw v.Chr. tot 106 n.Chr. koningen over Dacië. Een van deze koningen, Boerebista, die van 82 v.Chr. tot 44 v.Chr. regeerde, verenigde de Daciërs in een rijk en maakte de Boii en andere Keltische stammen van Bohemen en Moravië schatplichtig. Een dreigende oorlog tussen het rijk van Boerebista en het Romeinse Rijk werd voorkomen doordat in 44 v.Chr. Boerebista en Caesar beiden het slachtoffer van een moordaanslag werden. Het rijk van Boerebista viel daarna uiteen.
De Daciërs vormden aan het eind van de 1e eeuw na Chr. opnieuw een machtig rijk onder hun koning Decebalus. Hij werd na een oorlog tegen keizer Domitianus (85-88 n.Chr.) in naam een vazal van Rome, maar in de praktijk kon hij Daciës zelfstandigheid handhaven en bleef men het de Romeinen moeilijk maken.

## Decebalus versus Trajanus
De Romeinse keizer Trajanus vond dat het Dacische rijk een bedreiging vormde voor de veiligheid van de Romeinse provincies ten zuiden van de Donau, bovendien hadden de Daciërs aantrekkelijke goudmijnen. Trajanus voerde twee oorlogen tegen de Daciërs, in 101-102 n.Chr. en in 105-106 n.Chr., die na hevige weerstand door de Romeinen werd gewonnen. De hoofdstad van de Daciërs, Sarmizegetusa, werd volledig platgebrand, en ongeveer 150.000 gevangenen werden als slaven weggevoerd.
De Romeinse autoriteiten organiseerden vervolgens een massale kolonisatie van het gebied met immigranten uit Italië en de Romeinse provincies ten zuiden van de Donau, waardoor de romanisering van het gebied werd bevorderd.
Om zijn overwinning op de Daciërs te vieren liet keizer Trajanus in Rome een triomfzuil oprichten, die nog steeds bestaat.